# أهناسيا الخضراء (قرية)
قرية أهناسيا الخضراء هي إحدى القرى التابعة لمركز بني سويف في محافظة بني سويف في جمهورية مصر العربية. حسب إحصاءات سنة 2006، بلغ إجمالي السكان في أهناسيا الخضراء 13009 نسمة، منهم 6718 رجل و6291 امرأة.